# 1416

## Esdeveniments
Països Catalans
- 19 de febrer - Catalunya: Ferran I d'Antequera converteix el títol de duc de Girona en el de príncep de Girona a l'hora d'atorgar-lo a l'hereu del tron catalano-aragonès, el futur Alfons IV el Magnànim.
- 30 de maig - Jeroni de Praga mor cremat per heretge.[1]

Resta del món

## Naixements
Països Catalans
Resta del món

## Necrològiques
Països Catalans
- Ferran I, rei d'Aragó.
- 15 de juny, París (França): Joan I de Berry, duc, fill de Joan II de França el Bo i mecenes de les arts (n. 1340).[2]

Resta del món